# カット・ザ・クラップ
カット・ザ・クラップ (Cut the Crap) はザ・クラッシュの最後のアルバム。1982年の『コンバット・ロック』の後を受け1985年に発表された。1982年のトッパー・ヒードン解雇、1983年のミック・ジョーンズ脱退以降、はじめてのアルバムでもある。

## 概要
ギタリストのヴィンス・ホワイトによると、このアルバムは『アウト・オヴ・コントロール』という仮タイトルを付けられていたが、発売直前にバーニー・ローズが独断で『カット・ザ・クラップ』に変更したということである。ローズはホセ・ウニドス名義でプロデュースもしている（実質的プロデュースはジョー・ストラマーと思われる）。
コンピレーションアルバム『エッセンシャル・クラッシュ』、『シングルズ・ボックス』には、このアルバムから唯一「ディス・イズ・イングランド」が収録されたが、 2枚組ベストアルバム『  ザ・ストーリー・オブ・ザ・クラッシュ Vol.1 』や、3枚組ベストアルバム『クラッシュ・オン・ブロードウェイ』には一曲も選ばれていない。
2000年1月、他のアルバムと同時に、ボーナストラック「ドゥー・イット・ナウ」を追加したリマスター版が再発売された
「ザ・クラッシュ2」（新ラインナップがこう呼ばれることがある）による『カット・ザ・クラップ』収録曲の演奏は海賊版で入手可能である。

## 反応
先行シングルの「ディス・イズ・イングランド」の売上以外は商業的に惨憺たるものであった。ミックの不在と、ヒードンの解雇により、『カット・ザ・クラップ』はジョーのソロ・アルバムとみなされている。このアルバムの最大の欠点は、ジョーがバンドに幻滅していたこと、そしてジョーの両親の相次ぐ死が彼を深く落ち込ませていたことである。ジョーは後に、このアルバムとの関連を否定した。1989年のインタビューで彼は新メンバーについてこう語った。「奴らのことは時々考えるよ。奴らの人生が台無しになっていなければいいけど」
結局、このアルバムは旧メンバーも含めた純粋なクラッシュファンからはクラッシュ史に存在しないものとされており、ドキュメンタリー映画『ウェストウェイ・トゥ・ザ・ワールド』でも触れられていない。

## 収録曲
全曲ジョー・ストラマー/バーニー・ローズのクレジット
1. ディクテイター (Dictator) - 3分0秒
2. ダーティ・パンク (Dirty Punk) - 3分11秒
3. ウィ・アー・ザ・クラッシュ (We are the Clash) - 3分2秒
4. アー・ユー・レッド..Y (Are You Red..Y) - 3分1秒
5. クール・アンド・ヒート (Cool Under Heat) - 3分21秒
6. ムーヴァーズ・アンド・シェイカーズ (Movers and Shakers) - 3分1秒
7. ディス・イズ・イングランド (This is England) - 3分49秒
8. スリー・カード・トリック (Three Card Trick) - 3分9秒
9. プレイ・トゥ・ウィン (Play to Win) - 3分6秒
10. フィンガーポッピン (Fingerpoppin') - 3分25秒
11. ノース・アンド・サウス (North and South) - 3分32秒
12. ライフ・イズ・ワイルド (Life is Wild) - 2分39秒
13. ドゥー・イット・ナウ (Do It Now) - 3分8秒 （1999年再発売時のボーナストラック）

## メンバー
アルバムに参加しているクラッシュのオリジナル・メンバーはジョー・ストラマーとポール・シムノンのみ。
- ジョー・ストラマー  - ボーカル
- ニック・シェパード  - ギター、ボーカル（「ノース・アンド・サウス」、「プレイ・トゥ・ウィン」）
- ミッキー・ギャラガー - キーボード、シンセサイザー
- ノーマン・ワット＝ロイ - ベース
- バーニー・ローズ - ドラムマシーンプログラミング
- ヴィンス・ホワイト - ギター（ドゥー・イット・ナウ）
- ポール・シムノン - ベース（ドゥー・イット・ナウ）
- ピート・ハワード - ドラムス（ドゥー・イット・ナウ）